# Fundacja (cykl)
Fundacja (ang. Foundation) – siedmiotomowy cykl powieściowy z gatunku science fiction, autorstwa Isaaca Asimova.
Cykl opowiada o zmierzchu i rozkładzie gigantycznego tworu politycznego – Imperium Galaktycznego, obejmującego zasięgiem swojej władzy obszar całej Galaktyki, w tym 25 milionów zamieszkanych światów. Fundacja jest studium wielkich procesów historycznych oraz takich zjawisk, jak władza i manipulacja ludźmi oraz historią, ukazanym w szacie SF.
Wraz z jego trylogią Imperium Galaktyczne, tetralogią Roboty i dwoma tomami opowiadań o nich, Fundacja tworzy 16-tomową Historię przyszłości. Oprócz siedmiu powieści napisanych przez Asimova Fundację uzupełniają również tomy napisane przez innych autorów: Gregory’ego Benforda, Grega Beara oraz Davida Brina.

## Cykl
Tomy cyklu w kolejności chronologicznej (plus uzupełnienia innych autorów):
- Preludium Fundacji (Prelude to Foundation, 1988)
- Narodziny Fundacji (Forward the Foundation, 1993)
  - Zagrożenie Fundacji (Foundation’s Fear, 1997) (aut. Gregory Benford)
  - Fundacja i Chaos (Foundation and Chaos, 1998) (aut. Greg Bear)
  - Tryumf Fundacji (Foundation’s Triumph, 1999) (aut. David Brin)
- Fundacja (Foundation, 1951)
- Fundacja i Imperium (Foundation and Empire, 1952)
- Druga Fundacja (Second Foundation, 1953)
- Agent Fundacji (Foundation’s Edge, 1982)
- Fundacja i Ziemia (Foundation and Earth, 1986)

Inne powieści i opowiadania w świecie Fundacji:
- Foundation’s Friends (1989) – zbiór opowiadań zawierający m.in. opowiadanie Originista (The Originist) napisane przez Orsona Scotta Carda.
- Psychohistorical Crisis (2001) (aut. Donald Kingsbury(inne języki))

## Chronologia cyklu
W uniwersum cyklu obowiązuje założenie, że rok jest równy rokowi w kalendarzu gregoriańskim. Lata są liczone natomiast według albo Ery Fundacji (od momentu założenia Fundacji) albo Ery Galaktycznej (od momentu powstania Imperium Galaktycznego).
1 rok Ery Fundacji to 12069 rok Ery Galaktycznej. Niejednoznaczne natomiast jest odniesienie dat z cyklu do współczesnego datowania. Wkrótce po powstaniu pierwszych trzech tomów, Isaac Asimov stwierdził, że 1 rok Ery Galaktycznej przypada około roku 30000 według naszego datowania. 30 lat później zmienił zdanie i zasugerował, że 1 rok Ery Galaktycznej przypada po roku 11000. Na tej podstawie oraz analizy treści książek Asimova fani wyspekulowali, że 1 rok Ery Galaktycznej to rok 11586.

## Geneza
Na pierwsze trzy powieści złożyła się seria ośmiu opowiadań opublikowanych w Astounding Magazine między majem 1942 a styczniem 1950.
Początkowa wersja historii była dokładnie wzorowana na Zmierzchu i upadku cesarstwa rzymskiego Edwarda Gibbona i bardzo wiele z tego założenia zostało. Asimov pisze w esejach, iż nie mógł traktować swego rozpadającego się Imperium Galaktycznego tylko jak przerośniętego antycznego Rzymu, więc dla dodania oryginalnego i futurystycznego pierwiastka wymyślił naukę zwaną psychohistorią, która pozwalała na przewidzenie przyszłości za pomocą równań matematycznych, o ile posiadało się odpowiednie ku temu dane.

## Nagrody
Pierwsze trzy tomy, wydane w latach 1951–1953 zdobyły w 1966 raz w historii przyznaną nagrodę Hugo za „Najlepszą serię wszech czasów”.

## Wpływ
Fundacja zainspirowała w pewnym stopniu m.in. twórcę Gwiezdnych wojen – George’a Lucasa.
Elon Musk twierdzi, że cykl Fundacja stanowią ogromną inspirację dla jego życia. W prywatnym samochodzie Muska Tesla Roadster, który rakieta Falcon Heavy podczas lotu testowego w styczniu 2018 wyniosła w przestrzeń kosmiczną, znajdowała się m.in. kopia trylogii Asimowa na dysku optycznym 5D.

## Adaptacje
W 2018 Apple ogłosiło, że tworzy serial telewizyjny na bazie serii. W marcu 2020 ogłoszono wstrzymanie produkcji serialu ze względu na wybuch pandemii COVID-19. 
24 września 2021 roku na platformie Apple TV+ odbyła się premiera pierwszego sezonu serii. Kolejne odcinki w luźny sposób nawiązują do literackiego pierwowzoru.

## Główne postacie
- Hari Seldon
- R. Daneel Olivaw
- Muł
- Dors Venabili
- Imperator Cleon I
- Salvor Hardin
- Hober Mallow
- Bel Riose
- Golan Trevize
- Janov Pelorat